# Brazil International 2002
Die Brazil International 2002 (auch São Paulo International 2002 genannt) im Badminton fanden vom 10. bis zum 13. Oktober 2002 in São Paulo statt.

## Sieger und Platzierte
| Disziplin    | Gold                               | Silber                             | Bronze                             |
| ------------ | ---------------------------------- | ---------------------------------- | ---------------------------------- |
| Herreneinzel | Arturo Ruiz López                  | Nicolás Escartín                   | Erick Anguiano                     |
| Herreneinzel | Arturo Ruiz López                  | Nicolás Escartín                   | Rodrigo Pacheco                    |
| Dameneinzel  | Lorena Blanco                      | Sandra Jimeno                      | Patricia Oelke                     |
| Dameneinzel  | Lorena Blanco                      | Sandra Jimeno                      | Lucía Tavera                       |
| Herrendoppel | Nicolás Escartín Arturo Ruiz López | Guilherme Kumasaka Guilherme Pardo | Mathew Fogarty Dean Schoppe        |
| Herrendoppel | Nicolás Escartín Arturo Ruiz López | Guilherme Kumasaka Guilherme Pardo | Lucas Araújo Ricardo Trevelin      |
| Damendoppel  | Sandra Jimeno Doriana Rivera       | Lorena Blanco Valeria Rivero       | Camila Ozaki Juliana Zink          |
| Damendoppel  | Sandra Jimeno Doriana Rivera       | Lorena Blanco Valeria Rivero       | Caroline Kessler Patricia Oelke    |
| Mixed        | Rodrigo Pacheco Lorena Blanco      | Mathew Fogarty Lina Taft           | Andrés Corpancho Valeria Rivero    |
| Mixed        | Rodrigo Pacheco Lorena Blanco      | Mathew Fogarty Lina Taft           | Jose Vicente Ortigosa Lucía Tavera |